# 輝け!キラキラ戦士リスキージュエル
『輝け!キラキラ戦士リスキージュエル』（かがやけ!キラキラせんしリスキージュエル）は、1994年12月2日にナツメから発売されたPC-9800シリーズ対応のカードバトル型のアドベンチャーゲーム。キャラクターデザインは只野和子が務めている。

## ストーリー
6400万年前、恐竜が絶滅した白亜紀、地球に落下した直径10～15kmの巨大な隕石の中に結晶化された超究極エネルギーを秘める神秘の秘宝「ジュエルハポネス」が眠っていた。その秘宝はある者を魅了し狂気へと誘うことができ、核兵器以上の超強力な殺戮兵器へと変わり得る力を持っている。良識ある科学者はその力で平和的利用を望んだため、3人の女の子を率いて悪の組織・デットオクトーバーと戦う。

## 登場人物

### リスキージュエル
変身時の掛け声は共通して「チェンジリスキー!」であり、自身の制服を破った後に軍楽隊のような制服を着た姿に変身する。
天乃 めぐみ / リスキールビー
声 - 鈴木真仁
15歳（中学3年生） / 誕生日：7月6日 / B型 / 身長161cm / 誕生石：ルビー / 得意科目：体育、音楽
リスキージュエルのリーダー格で、少しぽっちゃり型。行動力があって、体育系の熱血パワーの少女。人なつこく、どんな人とも友達になれる。必殺技は「リスキーバスター」。
悠樹 ひとみ / リスキーエメラルド
声 - 橋本遊
15歳（中学3年生） / 誕生日：5月6日 / A型 / 身長172cm / 誕生石：エメラルド / 得意科目：歴史、地理
メンバーの中で一番財力を持つお嬢樣。全体的に細身、緑色のロングヘアを持つ黒人系のクォーターの少女。リスキージュエル攻撃力の要であり、ルビーとサファイアよりも強力になっている。
沖野 静香 / リスキーサファイア
声 - 森谷密
15歳（中学3年生） / 誕生日：9月6日 / O型 / 身長163cm / 誕生石：サファイア / 得意科目：数学、家庭科
赤髪のボブカットの少女で、巨乳と色白の肌を持つ。冷静沈着でかつ頭の回転も早く、リスキージュエルの中では参謀的な役割を果たすことが多い。必殺技は「リスキードライバー」。
花椿 紅子 / リスキークリスタル
声 - 桜井智
リスキージュエルを率いた天才科学者。

### 悪の秘密結社・デットオクトーバー
リスキーオニキス
声 - 八木田真樹

#### 八人衆
ネイチェル
声 - 中村尚子

## その他
ゲームが発売される前に、ガジェットカンパニーよりフィギュアが発売されている。ただし、只野和子のデザインしたものとは異なり、天乃めぐみの髪型はポニーテールである（メディアックス『フィギュア・ファナティックス』、桜桃書房『バージンドール』参照）。